# دختر خوب بد شد: ضبط دوباره
«دختر خوب بد شد: ضبط دوباره» (به انگلیسی: Good Girl Gone Bad: Reloaded) آلبومی از ریانا است که در ۲ ژوئن ۲۰۰۸ منتشر شد.